# USB Type-C
- USB Type-C
- USB-C[注 1]

USB Type-Cの24ピンプラグ

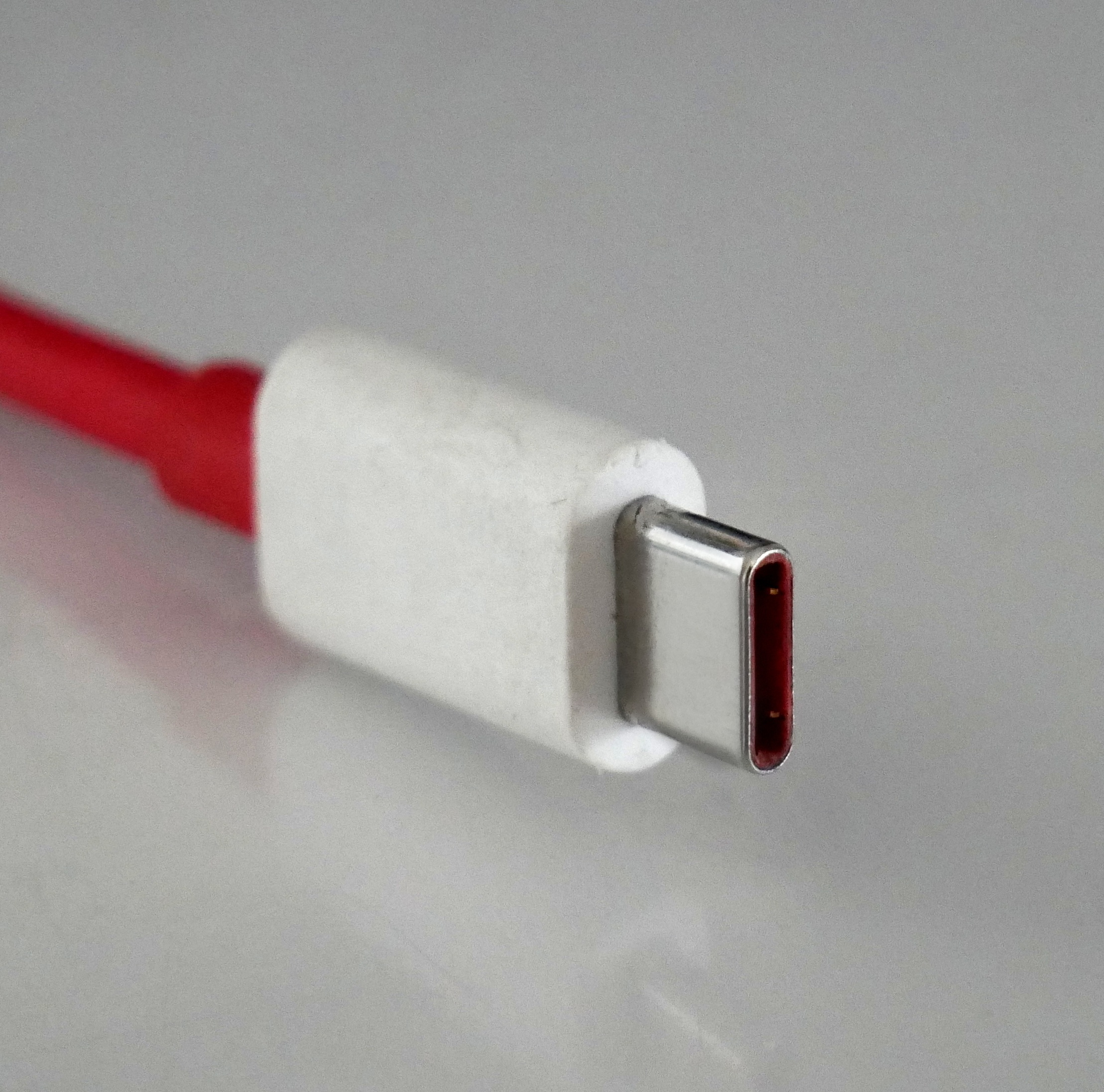
USB Type-C オス（プラグ）

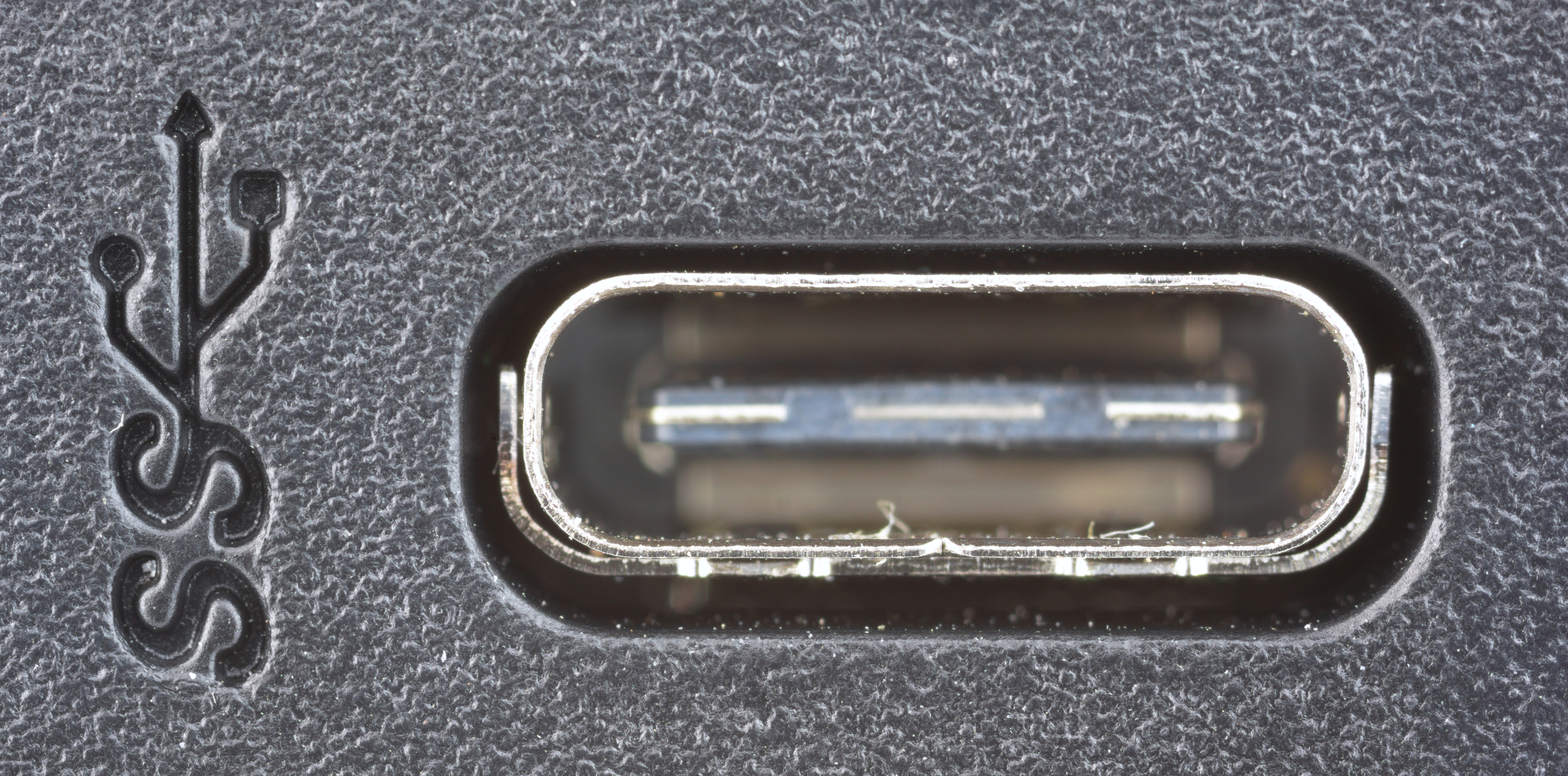
USB Type-C メス（レセプタクル）

USB Type-C（ユーエスビー タイプシー）またはUSB-C（ユーエスビー シー）は、USBの機器とケーブルにおける、逆差し可能な小型24ピンコネクタ規格の一つである。
USB Type-C規格は非営利団体のUSBインプリメンターズ・フォーラムが発表し、2014年8月に最終仕様が策定された。USB 3.1規格とほぼ同時に策定され、USB 3.2、USB4に対応する。また、USB Type-C specification Release 2.1では最大48V5Aでの240W供給を行えるExtended Power Range (EPR) が規格化されたUSB PD 3.1に対応する。
USB4は、USB Type-Cのケーブルとコネクタだけが利用可能となる最初のUSB規格である。

## 概要

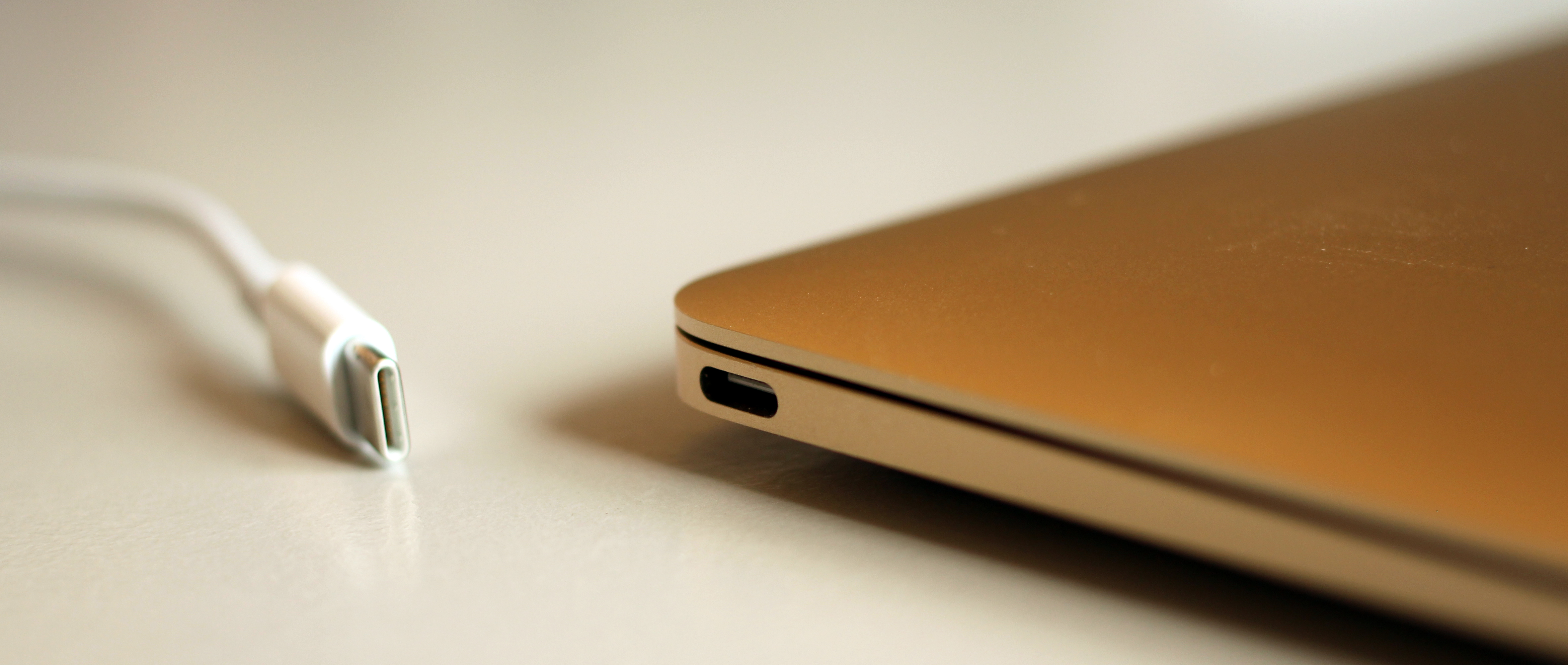
MacBook (2015)のUSB Type-C規格準拠コネクタ

USB Type-Cコネクタはホストとデバイスの両方をつなぎ、あらゆるType-AとType-Bコネクタとケーブルを将来性のある規格に置き換えたものである。
USB Type-Cコネクタは24ピンで、表裏逆差し可能とAppleのLightningと似ていて、大きさはUSBマイクロBコネクタと同じぐらいであり、ポートの大きさは8.4×2.6ミリメートルである。ピン配置は電源・接地が4ペア、SuperSpeed非対応データバスが2ペア（ただし1ペアしか使われない）、SuperSpeed対応データバスが4ペア、サイドバンド用ピンが2つ、ケーブル方向検出用のコンフィグピンが2つである。さらにBMCのコンフィグデータチャンネルが1つ、そしてアクティブケーブル用にVCONN +5 Vのパワーが提供されている。
USB 2.0及びUSB 3.1 Gen 1対応ケーブル (USB Full-Featured Type-C cable)、及びUSB 2.0対応かつ5.0A対応のUSB Type-Cケーブル (USB 2.0 Type-C Cable) はアクティブケーブルであり、コンフィグチャンネル用のID機能とUSB PD用のVDM (Vendor-Defined Messages) 機能を備えたICチップを内蔵している。一部のUSB Power Delivery 2.0対応のUSB Type-C対応機器は1.5 A, 3.0 A, 5.0Aの電流にも対応している。電源側はコンフィグチャンネル、またはBMCのコンフィグデータチャンネル、または周波数偏移変調で通信するVBUS線を通して、そのような電流を流せることを機器側に知らせることができる。
USB Type-Cは指令 (EU) 2022/2380によって、携帯用電子機器の充電ポートの欧州連合域内における統一規格となり、2024年から（ノートパソコンは2026年から）新規流通機種への採用が義務付けられる。

### 変換
変換アダプター・ケーブルとして、下記の2種類が規格で許されている。
- Micro-Bレセプタクル → Type-Cプラグ
- Standard-Aレセプタクル → Type-Cプラグ

#### Type-Cレセプタクルを備える変換アダプター・ケーブル
Type-Cレセプタクルを備える変換アダプターや延長ケーブルは「不正かつ危険な組み合わせ」が出来上がる可能性により規格外である。規格上、Type-Cレセプタクル(メス)を備えていないパソコンなどにType-Cプラグ(オス)を接続することはそのままではできない。片側がStandard-Aプラグで、もう片側がType-CかMicro-BかLightningのプラグになっているケーブルを用いれば規格上の問題はなく正常に接続できる。

### モード
オーディオ アダプタ アクセサリモードや オルタネートモードは、USBケーブルのデータ信号線の一部を切り離し、代わりに別の信号を流すことができる。

#### オーディオ アダプタ アクセサリ モード
Type-Cコネクタを備えるデバイスからアナログ音声を出力できる仕様として「Audio Adapter Accessory Mode」が追加された。4端子（左、右、マイク、GND）のアナログ音声を3.5mmのイヤホンジャック（ミニプラグ）に出力する仕様となっており、オプションでアナログ音声使用時の同時充電も可能となっている。しかしアナログ信号でD+/D-/SBU1/SBU2ピンを使用するため、データ通信を同時に使用することはできない。またアナログ音声はType-Cプラグに出力しないように規定されているため、USB-Cプラグ付きのヘッドセットはデジタル音声をサポートする必要がある。Type-C cable and connector specification release 2.3より、オーディオアダプタアクセサリモードは depretated となった(Liquid corrosion mitigation modeの導入)。

#### オルタネートモード
オルタネートモードとはUSBケーブルのデータ信号線の一部を他のプロトコルによるデータ送受信に転用する機能である。データ信号線のうち、SuperSpeed対応の信号線4レーン（8本）、サイドバンドピン2本、（ドックなど一部でしか使えない）SuperSpeed非対応の信号線2本、コンフィグ用ピン1本がオルタネートモードに対応する。オルタネートモードは、コンフィグチャンネルを通してVDMで設定することで使用できる。

## 他規格との関係

### USB-IF規格
USB Type-C Cable and Connector Language Usage Guidelinesによると、USB Type-Cに対応する製品はUSB 3.1やUSB Power Deliveryに対応するとは限らない。

### オルタネートモードに対応する規格
USB Implementers Forumはオルタネートモードに対応する規格で開発しているメーカーに対して、ポートをきちんとラベルするよう求めている。
1. DisplayPort - 2014年9月のバージョン1.3より対応[30]
2. MHL - 2014年11月発表[31][19][32]
3. Thunderbolt - 2015年6月のThunderbolt 3より対応[33][34][35][36]
4. HDMI - 2016年9月に発表され、HDMI 1.4より対応[37]
5. VirtualLink -  2018年7月17日に発表された、VRヘッドセット向けのオープンな規格[38]

## コネクタのピン配置とケーブル結線

USB-C の端子配列（メス）

USB-C の端子配列（オス）

### コネクタのピン配置
| A1  | GND    | 接地用                        | B12 | GND            | 接地用                               |
| A2  | SSTXp1 | SuperSpeed信号線1番、TX、正極 | B11 | SSRXp1         | SuperSpeed信号線2番、RX、正極        |
| A3  | SSTXn1 | SuperSpeed信号線1番、TX、負極 | B10 | SSRXn1         | SuperSpeed信号線2番、RX、負極        |
| A4  | VBUS   | バス電源                      | B9  | VBUS           | バス電源                             |
| A5  | CC1    | 接続コンフィグ用              | B8  | SBU2           | サイドバンド (SBU)                   |
| A6  | Dp1    | 非SuperSpeed信号線1番、正極   | B7  | Dn2            | 非SuperSpeed信号線2番、負極          |
| A7  | Dn1    | 非SuperSpeed信号線1番、負極   | B6  | Dp2            | 非SuperSpeed信号線2番、正極          |
| A8  | SBU1   | サイドバンド (SBU)            | B5  | CC2またはVCONN | このピンによりストリームの向きを検出 |
| A9  | VBUS   | バス電源                      | B4  | VBUS           | バス電源                             |
| A10 | SSRXn2 | SuperSpeed信号線4番、RX、負極 | B3  | SSTXn2         | SuperSpeed信号線3番、TX、負極        |
| A11 | SSRXp2 | SuperSpeed信号線4番、RX、正極 | B2  | SSTXp2         | SuperSpeed信号線3番、TX、正極        |
| A12 | GND    | 接地用                        | B1  | GND            | 接地用                               |
| 1.  |        |                               |     |                |                                      |

### ケーブル結線
| USB Type-C プラグ | USB Type-C プラグ | USB Type-C ケーブル | USB Type-C ケーブル | USB Type-C ケーブル | USB Type-C ケーブル                    | USB Type-C ケーブル | USB Type-C プラグ | USB Type-C プラグ |
| ピン              | 名称              | 配線の色            | No.                 | 名称                | 説明                                   | USB 2.0             | ピン              | 名称              |
| ----------------- | ----------------- | ------------------- | ------------------- | ------------------- | -------------------------------------- | ------------------- | ----------------- | ----------------- |
| シェル            | Shield            | 編組                |                     | Shield              | ケーブル外部の編組                     | ✓                   | シェル            | Shield            |
| A1, B12, B1, A12  | GND               | すずメッキ          | 1                   | GND_PWRrt1          | 電源ラインの接地リターン               | ✓                   | A1, B12, B1, A12  | GND               |
| A1, B12, B1, A12  | GND               | すずメッキ          | 16                  | GND_PWRrt2          | 電源ラインの接地リターン               | ✗                   | A1, B12, B1, A12  | GND               |
| A4, B9, B4, A9    | VBUS              | 赤                  | 2                   | PWR_VBUS1           | VBUS 電源                              | ✓                   | A4, B9, B4, A9    | VBUS              |
| A4, B9, B4, A9    | VBUS              | 赤                  | 17                  | PWR_VBUS2           | VBUS 電源                              | ✗                   | A4, B9, B4, A9    | VBUS              |
| B5                | VCONN             | 黄                  | 18                  | PWR_VCONN           | VCONN 電源、アクティブケーブル用       | ✓                   | B5                | VCONN             |
| A5                | CC                | 青                  | 3                   | CC                  | コンフィグチャンネル                   | ✓                   | A5                | CC                |
| A6                | Dp1               | 白                  | 4                   | UTP_Dp              | シールドされていないツイストペア、正極 | ✓                   | A6                | Dp1               |
| A7                | Dn1               | 緑                  | 5                   | UTP_Dn              | シールドされていないツイストペア、負極 | ✓                   | A7                | Dn1               |
| A8                | SBU1              | 赤                  | 14                  | SBU_A               | サイドバンドユーズA                    | ✗                   | B8                | SBU2              |
| B8                | SBU2              | 黒                  | 15                  | SBU_B               | サイドバンドユーズB                    | ✗                   | A8                | SBU1              |
| A2                | SSTXp1            | 黄                  | 6                   | SDPp1               | シールドされた差動ペア #1、正極        | ✗                   | B11               | SSRXp1            |
| A3                | SSTXn1            | 茶                  | 7                   | SDPn1               | シールドされた差動ペア #1、負極        | ✗                   | B10               | SSRXn1            |
| B11               | SSRXp1            | 緑                  | 8                   | SDPp2               | シールドされた差動ペア #2、正極        | ✗                   | A2                | SSTXp1            |
| B10               | SSRXn1            | 橙                  | 9                   | SDPn2               | シールドされた差動ペア #2、負極        | ✗                   | A3                | SSTXn1            |
| B2                | SSTXp2            | 白                  | 10                  | SDPp3               | シールドされた差動ペア #3、正極        | ✗                   | A11               | SSRXp2            |
| B3                | SSTXn2            | 黒                  | 11                  | SDPn3               | シールドされた差動ペア #3、負極        | ✗                   | A10               | SSRXn2            |
| A11               | SSRXp2            | 赤                  | 12                  | SDPp4               | シールドされた差動ペア #4、正極        | ✗                   | B2                | SSTXp2            |
| A10               | SSRXn2            | 青                  | 13                  | SDPn4               | シールドされた差動ペア #4、負極        | ✗                   | B3                | SSTXn2            |
| 1. 2. 3. 4.       |                   |                     |                     |                     |                                        |                     |                   |                   |

## サポートするOS
- Microsoft Windows 10とMicrosoft Windows 10 Mobile、Microsoft Windows 11はUSB 3.1、USB Type-C、オルタネートモード、USB給電、USBオーディオ、USB Dual Roleをサポートしている[40]。
- Windows 8.1はアップデートでUSB type-Cとビルボードに対応した[41]。
- OS X Yosemite以降のmacOSはUSB 3.1とUSB Type-Cをサポートしている[42]。
- Androidは6.0 Marshmallow以降、USB 3.1とUSB Type-Cをサポートしている[43]。
- ChromeOSは2015年のChromebook Pixel以降、USB 3.1、USB Type-C、オルタネートモード、USB給電、USBオーディオ、USB Dual Roleをサポートしている[44]。
- Linuxではバージョン4.6以降のカーネルがUSB 3.1をサポートしている[45]。

## 音声入出力

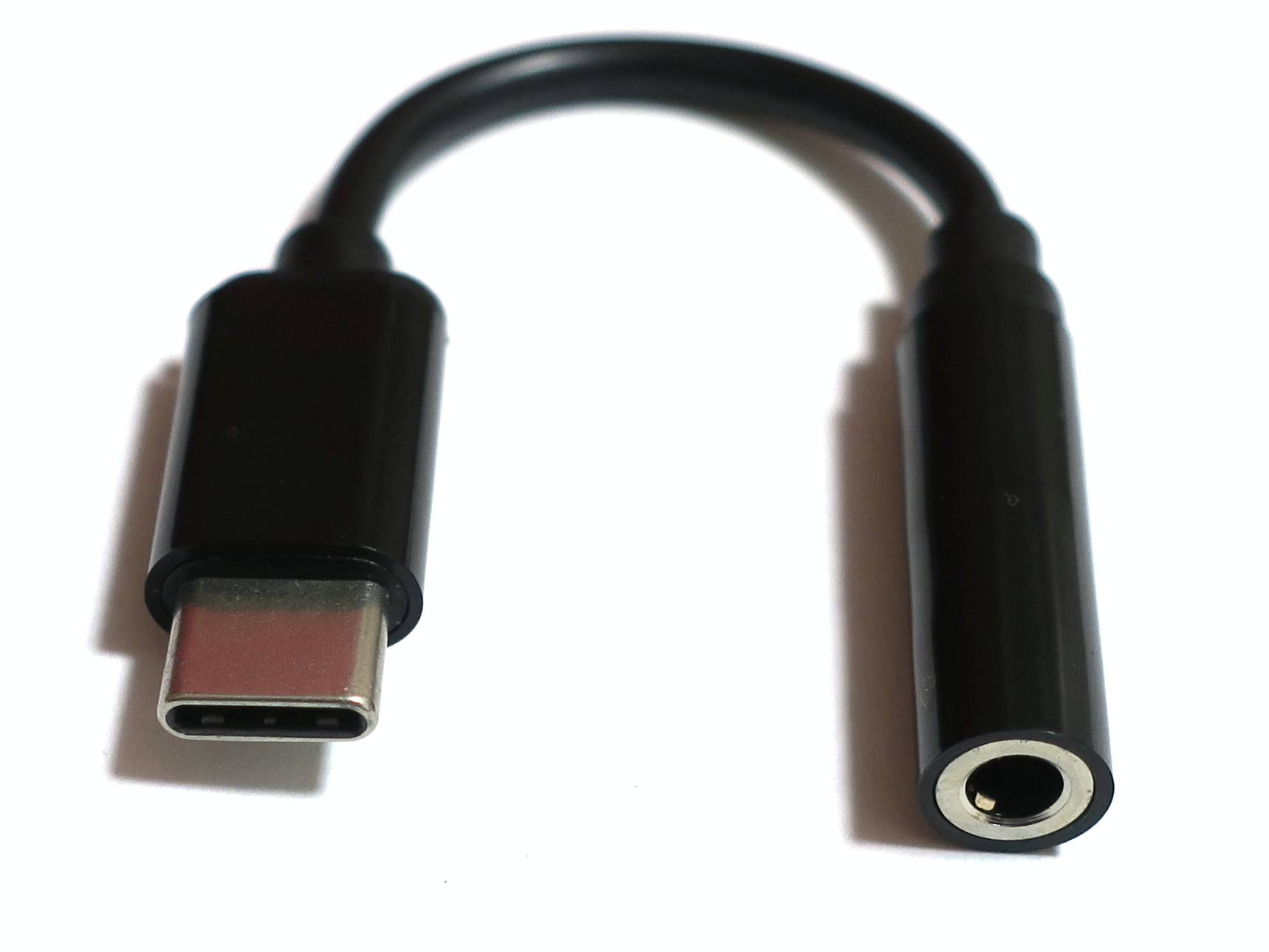
USB Type-C⇔ミニプラグ変換アダプタ

オーディオ アダプタ アクセサリ モードが策定される前から、規格外ではあるが、Type-C端子を通じてアナログの音声信号を入出力する製品が存在した。フォーンコネクタのないスマートフォンで見られ、Type-C端子から直径3.5mmのイヤホンジャック（ミニプラグ）への変換ケーブルも市販されている。こうした製品はアナログ音声入出力に対応しない機器では使用できず、別途DACが搭載された製品を選定する必要がある。ダイソーで販売されている商品では2025年時点で「USB Type-Cをイヤホンジャックに変換」という表記で100円で販売されたケーブルはすべての機種で使うことができず、「USB Type-C 変換ケーブル」という表記で300円以上で販売されている商品がDAC機能を内蔵したアダプターである。DAC機能に関してもすべての製品で音質が必ずしも規格上統一されていない場合がある。